# Castillejo (Pedrosillo de los Aires)
Castillejo es una localidad de la provincia de Salamanca, comunidad autónoma de Castilla y León.

## Descripción

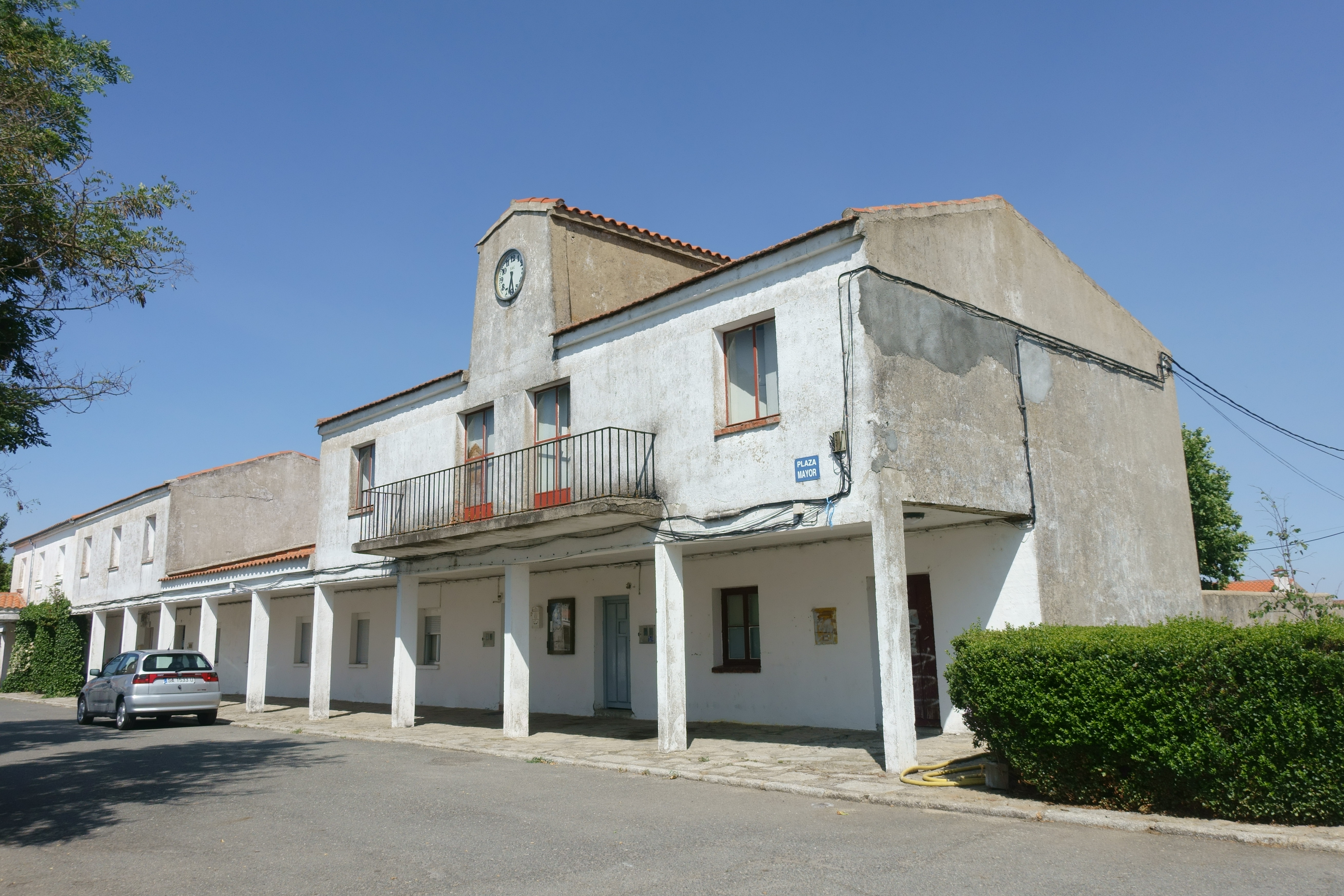
Ayuntamiento

La localidad a mediados del siglo XIX era una alquería y contaba solamente con 4 habitantes. Aparece descrita en el sexto volumen del Diccionario geográfico-estadístico-histórico de España y sus posesiones de Ultramar de Pascual Madoz de la siguiente manera:

CASTILLEJO DE SALVATIERRA: alq. agregada al ayunt. de Pedrosillo de los Aires (1 1/4 leg.), en la prov. y dióc. de Salamanca (5 1/2), part. jud. de Alba (3): sit. en una altura; tiene una sola casa. Confina N. con la Maya; E. Montejo; S. Amatos de Salvatierra, y O. con su matriz. El terreno es bueno para pastos; en él se  encuentra una fuente de esquisita agua, y le atraviesas los arroyos Alandiga y Mendigos, y el camino que dirige desde Alba á Sierra de Francia. prod.: bellota, ganado lanar merino, vacuno, caza de liebres, conejos y perdices, y pesca de truchas y anguilas. pobl.: 1 vec., 4. alm. cap. terr. prod.: 1.213,600 rs. imp.: 60,680.
(Madoz, 1847, p. 186)

Entre las actividades económicas destacan fundamentalmente la agricultura y la ganadería. En la actualidad, los empadronados en la localidad corresponden en el aspecto sanitario a Alba de Tormes. Educativamente, cuenta con una escuela de educación infantil y primaria; para la secundaria, los jóvenes asisten al IES Vía de la Plata de Guijuelo, mediante un autobús diario sufragado por la Junta de Castilla y León.[cita requerida]
El núcleo de población contaba en 2021 con 171 habitantes, mientras que la entidad singular de población tenía 176. Se trata de la localidad más poblada del término municipal.

## Transporte
El pueblo está bien comunicado por carretera, pasando por las cercanías las carreteras DSA-213 y CM-509 que conectan con La Maya y Pedrosillo respectivamente, permitiendo la conexión con la carretera nacional N-630 que une Gijón con Sevilla y con la autovía Ruta de la Plata que tiene el mismo recorrido que la nacional y que cuenta con salida directa en La Maya, facilitando unas comunicaciones más rápidas con el resto del país. 
En cuanto al transporte público se refiere, tras el cierre de la ruta ferroviaria de la Vía de la Plata, que pasaba por el municipio vecino de La Maya, no existen servicios de tren en el municipio ni en los vecinos, ni tampoco línea regular con servicio de autobús. Por otro lado el Aeropuerto de Salamanca es el más cercano, estando a unos 38km de distancia.